# 康沃尔 (犹他州)
康沃尔（英語：Cornish），是美国犹他州卡什县下属的一座城鎮。面积大约为4.87平方英里（12.6平方公里），海拔约为4,485英尺（1,367米）。根据2010年美国人口普查，该鎮有人口288人。